# Parasynema cirripes
Parasynema cirripes là một loài nhện trong họ Thomisidae.
Loài này thuộc chi Parasynema. Parasynema cirripes được Octavius Pickard-Cambridge miêu tả năm 1891.